# Вєрушкін Микола Андрійович
Микола Андрійович Вєрушкін (нар. 16 березня 1910, село Новгородка Катеринославської губернії, нині селище Кам'янець Кропивницького району Кіровоградської області — ?) — радянський діяч, секретар Херсонського обласного комітету КП(б)У, голова Рязанського облвиконкому. Депутат Верховної ради Російської РФСР 6-го скликання.

## Біографія
У 1930 році закінчив Зінов'євський індустріальний технікум.
У 1930—1941 роках — конструктор, завідувач бюро технологічних процесів, начальник спеціального відділу, заступник головного інженера із спеціального виробництва заводу імені Петровського в місті Херсоні.
Член ВКП(б) з 1939 року.
У 1941—1944 роках — начальник спеціального відділу, парторг ЦК ВКП(б) і заступник директора заводу № 701 міста Челябінська.
У 1944—1945 роках — заступник завідувача відділу оборонної промисловості Челябінського обласного комітету ВКП(б).
З 1945 року — заступник завідувача і завідувач промислового відділу Херсонського обласного комітету КП(б)У, 1-й секретар районного комітету КП(б)У міста Херсона.
До 3 жовтня 1951 року — 2-й секретар Херсонського міського комітету КП(б)У.
29 вересня 1951 — вересень 1952 року — секретар Херсонського обласного комітету КП(б)У.
У вересні 1952 — 1953 року — завідувач відділу будівництва і будівельних матеріалів Херсонського обласного комітету КП(б)У.
У 1953 — січні 1961 року — відповідальний контролер Комітету партійного контролю при ЦК КПРС; інструктор відділу партійних органів ЦК КПРС; завідувач сектора відділу партійних органів ЦК КПРС у Москві.
У 1955 році заочно закінчив Вищу партійну школу при ЦК КПРС.
26 січня 1961 — грудень 1962 року — голова виконавчого комітету Рязанської обласної ради депутатів трудящих.
У грудні 1962 — грудні 1964 року — голова виконавчого комітету Рязанської промислової обласної ради депутатів трудящих.
Подальша доля невідома.

## Нагороди та відзнаки
- орден «Знак Пошани» (5.08.1944)
- медалі